# Alburnus leobergi
Alburnus leobergi är en fiskart som beskrevs av Jörg Freyhof och Maurice Kottelat 2007. Alburnus leobergi ingår i släktet Alburnus och familjen karpfiskar. Inga underarter finns listade i Catalogue of Life.
Denna fisk förekommer i Azovska sjön i angränsande delar av Svarta havet och i angränsande floder. På grund av dammbyggnader vid Tsmljansk och Krasnodar är populationerna i flodernas övre lopp skilda från andra populationer. Alburnus leobergi hittas i havet nära ytan där salthalten är hög. Vuxna exemplar vandrar före parningen längre sträckor när de har möjligheten och äggens befruktning sker i områden med grus eller klippor på botten. Hannar blir könsmogna vid 2 till 4 år och honor ett år senare. Parningen sker mellan maj och juli. Vanligen uppsöker hannar en lämplig plats innan honorna når fram. Med sina små taggar fastnar äggen på grus eller små stenar. De vuxna djuren vandrar sedan tillbaka. Ungarna följer under hösten eller nästa våren. Ungar har insektslarver, andra smådjur och alger som föda. Ibland förekommer hybrider med färna.
Dammbyggnaderna medför att det genetiska utbytet minskar. Beståndet påverkas även av vattenföroreningar. IUCN kategoriserar arten globalt som sårbar.